# Роберт МакКлур
Сер Роберт Джон Ле Месюр'є МакКлур CB (28 січня 1807 р. — 17 жовтня 1873 р.) — ірландський дослідник Арктики, який у 1854 р. за допомогою санок та човна пройшов Північно-Західний прохід і був першим, хто обійшов Америку.
Народився у Вексфорді в графстві Вексфорд, Ірландія. Його батько помер ще до народження МакКлура. Він був двоюрідним братом Оскара Уайльда та провів своє дитинство під опікою свого хрещеного батька Джона Ле Месюр'є, губернатора Олдерні, завдяки якому він здобув освіту для армії. МакКлур — походження гайлендських шотландців, клан Маклауд з Харріса.
Вступив до Королівських ВМС у 1824 році, а через дванадцять років набув свого першого досвіду розвідки Арктики як співробітник експедиції HMS Terror, якою командував капітан Джордж Бек. Після повернення здобув свою посаду лейтенанта, а з 1838 по 1839 рік служив на канадських озерах, згодом приєднався до північноамериканських і західноіндійських військово-морських станцій, де пробув до 1846 року.
Через два роки, у 1848 році, він приєднався до пошукової експедиції, намагаючись віднайти втрачену експедицію Франкліна, злощасну спробу пройти через Північно-Західний прохід під керівництвом сера Джона Франкліна, який зник безвісти з 1845 року. МакКлур служив при Джеймсі Кларк Россі старшим лейтенантом на HMS Enterprise.

## Північно-Західний прохід
Після повернення з першої пошукової експедиції Франкліна в 1850 році розпочалася нова пошукова експедиція, якою командував Річард Коллінсон в HMS Enterprise і МакКлур як його підлеглий та командувач HMS Investigator. Кораблі пливли на південь по Атлантиці, проходили через протоку Магеллан до Тихого океану за допомогою пароплаву HMS Gorgon. Коллінсон і МакКлур розділилися і не мали більше контактів до кінця своїх подорожей.
Investigator проплив на північ через Тихий океан і вийшов до Північного Льодовитого океану через Берингову протоку і проплив на схід повз Пойнт-Барроу, штат Аляска, щоб врешті зв'язатися з іншою британською експедицією з північного заходу. Investigator був покинутий навесні 1853 року через товстий шар крижаного льоду. МакКлур та його екіпаж здійснили подорож на санях та були врятовані, коли вони опинилися на вечірці від HMS  Resolute — одного з кораблів, яким командував сер Едвард Бельчер, який приплив до арктичного регіону зі сходу. Згодом він завершив свою подорож через Північно-Західний прохід. Сам Resolute того року не вийшов з Арктики; його покинули в кризі, але згодом врятували.
Таким чином, МакКлур та його екіпаж першими, хто обійшов Америку та пройшли через Північно-Західний прохід — на той час це був значний подвиг. Enterprise повернувся до Пойнт-Барроу у 1850 році, на півтора дня пізніше, ніж Investigator, і виявив прохід, перекритий зимовим льодом. Вони повинні були повернутися назад і повернутися наступного року; вона проводила власні арктичні дослідження, але заслуга Північно-Західного проходу вже належала МакКлуру.
Повернувшись до Англії, у 1854 році МакКлура викликали в суд за втрату Investigator. Це було обов'язково, коли капітан втратив свій корабель. Після почесного виправдання МакКлур здобув лицарське звання та був підвищений у званні, його комісія була віддана чотири роки на знак визнання його спецслужб. МакКлур та його екіпаж розділили грошову винагороду в розмірі 10 000 фунтів, видану британським парламентом.
МакКлура також став почесним членом англійського та французького географічних товариств. У 1855 році його обрали членом Американського антикварного товариства.

## Пізня кар'єра
З 1856 по 1861 рік він служив у східних водах, командуючи дивізією Військово-морської бригади перед Кантоном у 1858 році, за що отримав орден Бані. Останні роки він провів у спокійному сільському житті; він здобув звання адмірала в 1867 році, а віцеадміралом став у 1873 році. МакКлур помер пізніше того ж року.
Похований на кладовищі Кенсал-Грін у Лондоні. Пізніше його ім'ям було названо протоку МакКлура, а також місячний кратер МакКлур.